# Octeville-sur-Mer
Octeville-sur-Mer är en kommun i departementet Seine-Maritime i regionen Normandie i norra Frankrike. Kommunen ligger i kantonen Montivilliers som tillhör arrondissementet Le Havre. År 2022 hade Octeville-sur-Mer 6 147 invånare.

## Befolkningsutveckling
Antalet invånare i kommunen Octeville-sur-Mer
| Referens: INSEE |